# Evelyn Hooker
Evelyn Hooker (* 2. September 1907 in North Platte/Nebraska; † 18. November 1996 in Santa Monica/Kalifornien) war eine amerikanische Psychologin.
Hooker war die erste Forscherin innerhalb der Psychologie, die nachwies, dass homosexuelle und heterosexuelle Männer sich im Hinblick auf psychische Gesundheit nicht voneinander unterscheiden. In ihrer ersten diesbezüglichen Studie zeigte sie bereits 1957, dass klinische Experten anhand von Protokollen projektiver Tests sowie mithilfe anderer Persönlichkeitstests, die mit homosexuellen und heterosexuellen Männern durchgeführt wurden, die beiden Gruppen nicht voneinander unterscheiden konnten. Auch zeigten sich zwischen den beiden Gruppen keine Unterschiede in ihrer psychologischen Anpassung. Es folgte eine Reihe weiterer empirischer Untersuchungen.
Hookers empirische Studien gelten als Vorläufer für die Entscheidung der American Psychiatric Association im Jahre 1973, Homosexualität aus der Liste der psychischen Störungen (Diagnostic and Statistical Manual of Mental Disorders, DSM) zu streichen.
Evelyn Hooker gilt als eine der Vordenkerinnen der Gay Affirmative Psychotherapy.

## Biografie
Hooker besuchte die High School in Sterling (Colorado) und studierte ab 1924 an der University of Colorado. Sie promovierte an der Johns Hopkins University im Jahre 1932 und erhielt anschließend ihre erste Stelle als Dozentin an einem College in der Nähe von Baltimore. Nach der langwierigen Gesundung von einer Tuberkuloseerkrankung dozierte sie am Whittier College in Kalifornien. Durch ein Forschungsstipendium unterstützt lebte sie 1937 und 1938 im von Nationalsozialismus geprägten Berlin bei einer jüdischen Gastfamilie, wo sie sich näher mit Psychotherapie und klinischer Psychologie auseinandersetzte. Von 1939 bis 1970 lehrte sie schließlich an der UCLA in Los Angeles und eröffnete anschließend eine private Praxis.
1991 wurde Evelyn Hooker für ihre Forschungen zur Homosexualität von der American Psychological Association mit dem Award for Distinguished Contribution to Psychology in the Public Interest ausgezeichnet.
Im Jahre 1992 wurde ihr Leben von David Haugland in dem oscarnominierten Dokumentarfilm Changing Our Minds, The Story of Dr. Evelyn Hooker verfilmt.